# San Ferdinando (Kalabrien)
San Ferdinando ist eine süditalienische Gemeinde (comune) mit 4338 Einwohnern (Stand 31. Dezember 2023) in der Metropolitanstadt Reggio Calabria in Kalabrien. Die Gemeinde liegt etwa 47,5 Kilometer nordöstlich von Reggio Calabria und etwa 25,5 Kilometer südwestlich von Vibo Valentia an der Küste des Tyrrhenischen Meeres (Golf von Gioia Tauro). Im Norden begrenzt die Mesima die Gemeinde.

## Geschichte
Zunächst war San Ferdinando Teil der Grafschaft Borrello. Die Ortschaft ist jedoch jüngeren Datums und geht zurück auf den Marchese Vito Nunziante. Die kleine Siedlung war dann ab 1831 Teil der Gemeinde Rosarno. 1977 wurde die Ortschaft schließlich eigenständig.

## Verkehr
Die östliche Gemeindegrenze bildet die Strada Statale 18 Tirrena Inferiore von Neapel nach Reggio di Calabria.